# Fabian Nürnberger
Fabian Nürnberger (bulgarisch Фабиан Нюрнбергер ‚Fabian Njurnberger‘; * 28. Juli 1999 in Hamburg) ist ein bulgarisch-deutscher Fußballspieler. Der Defensivspieler steht beim SV Darmstadt 98 unter Vertrag und ist bulgarischer A-Nationalspieler.

## Karriere

### Verein
Nürnberger, dessen Mutter aus Bulgarien stammt, wurde in Hamburg geboren und spielte als Kind zunächst bei den Amateurvereinen SC Poppenbüttel und Glashütter SV. Später wurde er in den Jugendabteilungen des Hamburger SV und Eintracht Norderstedts ausgebildet.
Als 18-Jähriger wechselte er nach Franken zum Bundesligisten 1. FC Nürnberg. Für dessen in der Regionalliga Bayern spielende zweite Mannschaft absolvierte der Verteidiger als Stammspieler 31 Partien, in denen er je drei Treffer und Vorlagen beisteuern konnte. Am Saisonende wurde er mit der Mannschaft Tabellendritter hinter dem Aufsteiger und Meister FC Bayern München II sowie dem VfB Eichstätt.
Im Anschluss an die Saison erhielt Nürnberger im Mai 2019 seinen ersten Profivertrag, der bis 2021 Gültigkeit besaß. Darüber hinaus wurde er zur Saison 2019/20 fest in den von Damir Canadi trainierten Zweitligakader des FCN, mit dem er bereits Trainingseinheiten absolviert hatte, berufen. Beim 1:0-Heimsieg gegen den VfL Osnabrück am 4. Spieltag kam Nürnberger nach einer Einwechslung erstmals in der 2. Bundesliga zum Einsatz. In der Folge stand der Mittelfeldspieler fest im Kader der ersten Mannschaft, in der er unter Canadis Nachfolger Jens Keller vereinzelt eingesetzt wurde. Im Relegationshinspiel gegen den FC Ingolstadt 04 erzielte Nürnberger beim 2:0-Heimerfolg beide Treffer für den Club, der damit die Klasse hielt. In der Saison 2020/21 gehörte Nürnberger unter Trainer Robert Klauß zum Stammpersonal und lief in 29 Zweitligaspielen für den 1. FCN auf. Im September 2020 verlängerte er seine Vertragslaufzeit. Zur Saison 2021/22 kam er in 32 Ligaspielen zum Einsatz und steuerte drei Tore sowie zwei Vorlagen bei, der FCN beendete die Spielzeit auf den 8. Tabellenplatz. In der Saison 2022/23 stand Nürnberger unter drei verschiedenen Trainern insgesamt in 26 Partien im Aufgebot des FCN. Zur Saisonbeginn zog er sich eine Ellbogenverletzung und am Saisonende einen Muskelfaserriss zu und stand der Mannschaft insgesamt sechs Wochen nicht zur Verfügung.
Zur Saison 2023/24 wechselte Nürnberger ablösefrei in die Bundesliga zum Aufsteiger Darmstadt 98. Dort konnte er sich zunächst als Stammspieler durchsetzen, bestritt aufgrund verschiedener Verletzungen jedoch nur 21 Spiele. Am Saisonende stieg er mit dem Verein in die 2. Bundesliga ab, in der er in der folgenden Saison 2024/25 seinen Stammplatz behaupten konnte.

### Nationalmannschaft
Im Jahr 2019, als Nürnberger beim 1. FC Nürnberg unter Vertrag stand und Krassimir Balakow bulgarischer Nationaltrainer war, bestand Kontakt zwischen dem in Hamburg geborenen Spieler sowie dem bulgarischen Fußballverband zwecks einer Nominierung für die bulgarische A-Nationalmannschaft. Dieser wurde dann im November 2023 aufgefrischt, als Nürnberger inzwischen beim SV Darmstadt 98 spielte. Mitte September 2024 debütierte er bei einem 0:0 gegen Belarus für Bulgarien.